# Vesculari Flac
Vesculari Flac (Vescularius Flaccus) fou un cavaller romà que tenia la confiança de l'emperador Tiberi, al que va denunciar a Escriboni Libó l'any 16. No és la mateixa persona de nom Vesculari que fou executada per ordre de l'emperador l'any 32.